# Diócesis de Crato
La diócesis de Crato (en latín: Dioecesis Cratensis y en portugués: Diocese de Crato) es una circunscripción eclesiástica de la Iglesia católica en Brasil. Se trata de una diócesis latina, sufragánea de la arquidiócesis de Fortaleza, que tiene al obispo Magnus Henrique Lopes, O.F.M.Cap. como su ordinario desde el 12 de enero de 2022.

## Territorio y organización

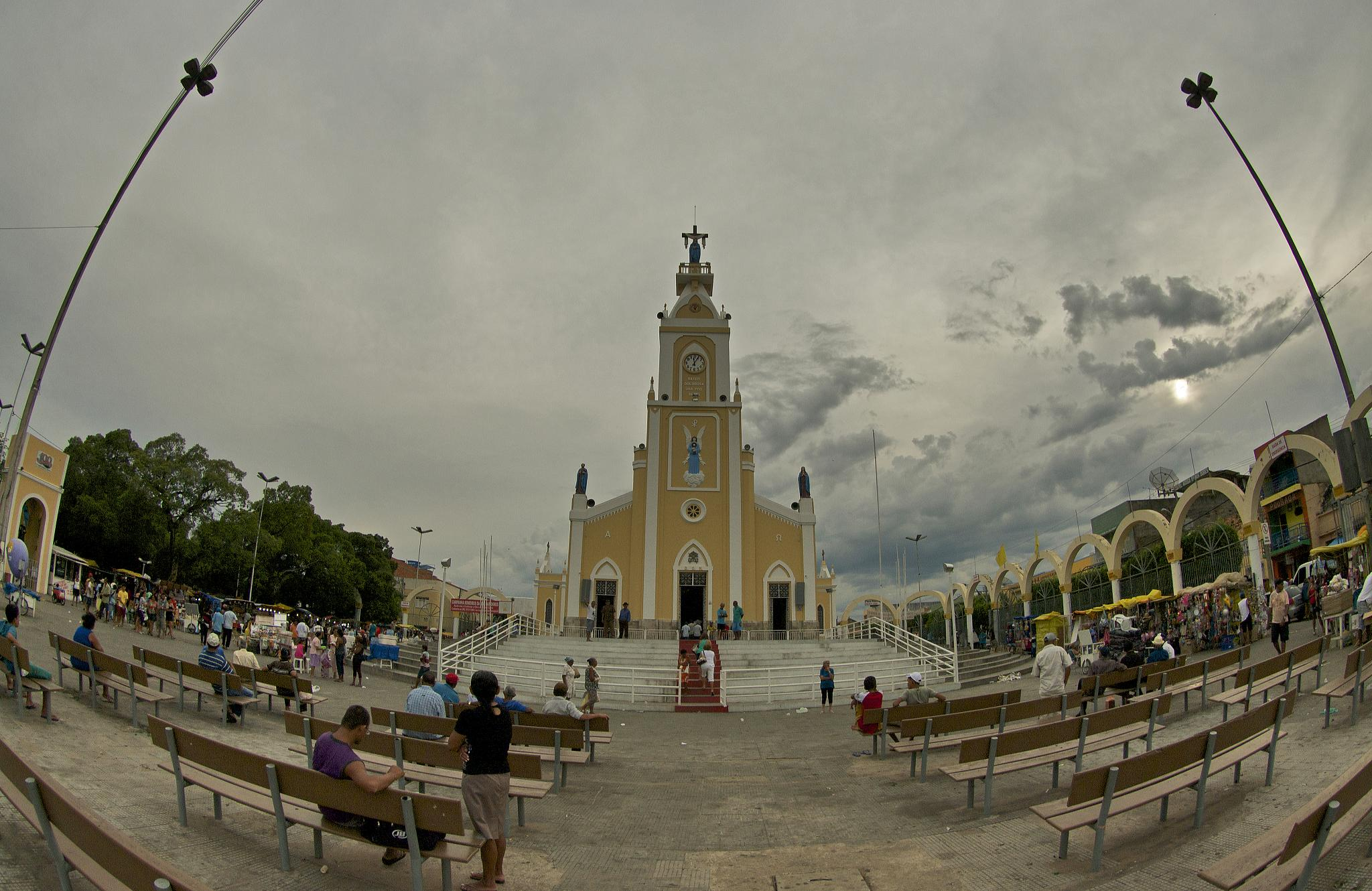
Basílica y santuario de Nuestra Señora de los Dolores, en Juazeiro do Norte

La diócesis tiene 17 984 km² y extiende su jurisdicción sobre los fieles católicos de rito latino residentes en 32 municipios del estado de Ceará: Crato, Abaiara, Altaneira, Antonina do Norte, Araripe, Assaré, Aurora, Baixio, Barbalha, Barro, Brejo Santo, Campos Sales, Caririaçu, Farias Brito, Granjeiro, Ipaumirim, Jardim, Jati, Juazeiro do Norte, Lavras da Mangabeira, Mauriti, Milagres, Missão Velha, Nova Olinda, Porteiras, Potengi, Penaforte, Salitre, Santana do Cariri, Tarrafas, Umari y Várzea Alegre.
La sede de la diócesis se encuentra en la ciudad de Crato, en donde se halla la Catedral de Nuestra Señora de la Peña de Francia. En Juazeiro do Norte se encuentra la basílica menor y santuario de Nuestra Señora de los Dolores (Santuário de Nossa Senhora das Dores).
En 2019 en la diócesis existían 57 parroquias agrupadas en 5 regiones foráneas.

## Historia

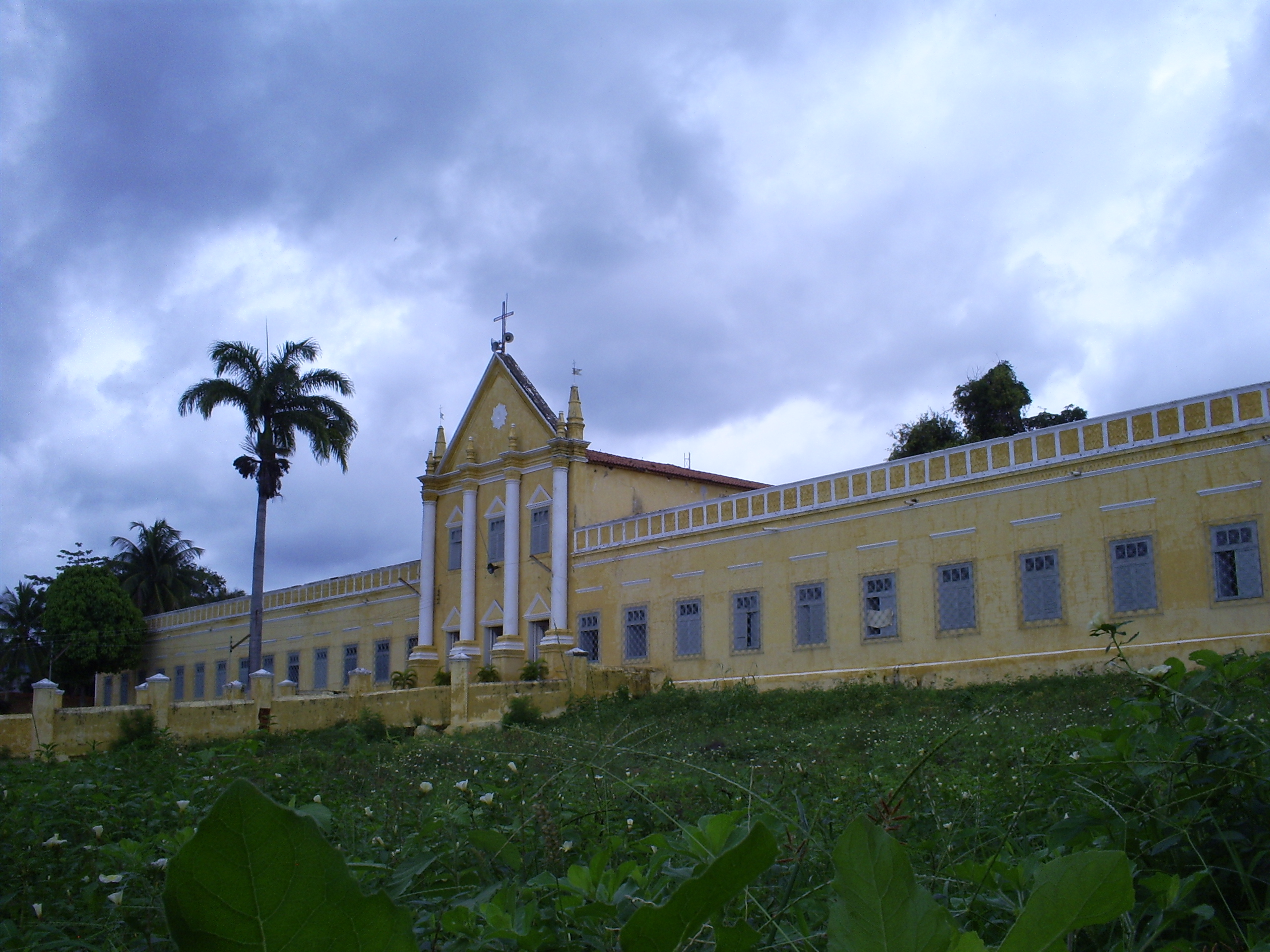
Seminario diocesano

La diócesis fue erigida el 20 de octubre de 1914 con la bula Catholicae Ecclesiae del papa Benedicto XV, luego de un decreto de la Congregación Consistorial del mismo día, obteniendo el territorio de la diócesis de Fortaleza (hoy arquidiócesis).
Originalmente sufragánea de la arquidiócesis de Olinda (hoy arquidiócesis de Olinda y Recife), el 10 de noviembre de 1915 pasó a formar parte de la provincia eclesiástica de Fortaleza.
El 28 de enero de 1961 cedió una parte de su territorio para la erección de la diócesis de Iguatu mediante la bula In apostolicis del papa Juan XXIII.

## Estadísticas
De acuerdo al Anuario Pontificio 2020 la diócesis tenía a fines de 2019 un total de 841 400 fieles bautizados.
| Año                                                                             | Población            | Población | Población      | Sacerdotes | Sacerdotes    | Sacerdotes    | Bautizados por sacerdote | Diáconos permanentes | Religiosos | Religiosos | Parroquias |
| Año                                                                             | Bautizados católicos | Total     | % de católicos | Total      | Clero secular | Clero regular | Bautizados por sacerdote | Diáconos permanentes | Varones    | Mujeres    | Parroquias |
| ------------------------------------------------------------------------------- | -------------------- | --------- | -------------- | ---------- | ------------- | ------------- | ------------------------ | -------------------- | ---------- | ---------- | ---------- |
| 1950                                                                            | 624 400              | 625 000   | 99.9           | 71         | 47            | 24            | 8794                     |                      | 26         | 71         | 30         |
| 1961                                                                            | 500 000              | ?         | ?              | 29         |               | 29            | 17 241                   |                      | 34         | 158        | 21         |
| 1970                                                                            | 554 520              | 583 705   | 95.0           | 72         | 51            | 21            | 7701                     |                      | 29         | 145        | 35         |
| 1976                                                                            | 597 000              | 631 166   | 94.6           | 54         | 43            | 11            | 11 055                   |                      | 12         | 105        | 37         |
| 1980                                                                            | 758 000              | 801 000   | 94.6           | 51         | 39            | 12            | 14 862                   |                      | 24         | 105        | 39         |
| 1990                                                                            | 848 000              | 891 000   | 95.2           | 53         | 40            | 13            | 16 000                   |                      | 15         | 116        | 40         |
| 1999                                                                            | 794 000              | 975 000   | 81.4           | 68         | 54            | 14            | 11 676                   |                      | 24         | 109        | 46         |
| 2000                                                                            | 799 000              | 987 000   | 81.0           | 67         | 54            | 13            | 11 925                   |                      | 24         | 105        | 43         |
| 2001                                                                            | 750 000              | 920 000   | 81.5           | 66         | 54            | 12            | 11 363                   |                      | 24         | 95         | 43         |
| 2002                                                                            | 750 000              | 920 000   | 81.5           | 68         | 56            | 12            | 11 029                   |                      | 21         | 95         | 44         |
| 2003                                                                            | 750 270              | 920 000   | 81.6           | 79         | 65            | 14            | 9497                     | 6                    | 17         | 136        | 44         |
| 2004                                                                            | 750 000              | 920 000   | 81.5           | 66         | 53            | 13            | 11 363                   | 6                    | 14         | 113        | 46         |
| 2006                                                                            | 810 295              | 954 411   | 84.9           | 65         | 58            | 7             | 12 466                   | 7                    | 12         | 75         | 46         |
| 2013                                                                            | 893 000              | 1 059 000 | 84.3           | 108        | 86            | 22            | 8268                     | 17                   | 28         | 123        | 54         |
| 2016                                                                            | 827 000              | 1 034 000 | 80.0           | 116        | 95            | 21            | 7129                     | 18                   | 28         | 136        | 55         |
| 2019                                                                            | 841 400              | 1 071 000 | 78.6           | 116        | 92            | 24            | 7253                     |                      | 30         | 90         | 57         |
| Fuente: Catholic-Hierarchy, que a su vez toma los datos del Anuario Pontificio. |                      |           |                |            |               |               |                          |                      |            |            |            |

## Episcopologio
- Quintino Rodrigo de Oliveira e Silva † (10 de marzo de 1915-29 de diciembre de 1929 falleció)
- Francisco de Assis Pires † (11 de agosto de 1931-11 de julio de 1959 renunció[7])
- Vicente de Paulo Araújo Matos † (28 de enero de 1961-1 de junio de 1992 retirado)
- Newton Holanda Gurgel † (24 de noviembre de 1993-2 de mayo de 2001 retirado)
- Fernando Panico, M.S.C. (2 de mayo de 2001-28 de diciembre de 2016 renunció)
- Gilberto Pastana de Oliveira (28 de diciembre de 2016 por sucesión-2 de junio de 2021 nombrado arzobispo de São Luís do Maranhão)
- Magnus Henrique Lopes, O.F.M.Cap., desde el 12 de enero de 2022